# منتخب التبت لكرة القدم
منتخب التبت لكرة القدم هو منتخب يمثل إقليم التبت ويدار من اتحاد التبت لكرة القدم المدار من قبل المغتربين التبتيين خارج التبت، هذا المنتخب ليس عضو في الفيفا أو الاتحاد الآسيوي لكرة القدم.